# Schronisko Prawe
Schronisko Prawe – schron jaskiniowy znajdujący się na wzniesieniu Rogożowej Skały, w miejscowości Przeginia, w województwie małopolskim, w powiecie krakowskim, w gminie Jerzmanowice-Przeginia.

## Opis schroniska
Schronisko znajduje się pod okapem u południowej podstawy skały Jednorożec, w jej górnej części na stromym stoku. Jest to krótki, dość przestronny korytarz, w tylnej części zamieniający się w szczelinę zbyt ciasną dla człowieka. Powstało na szczelinie. Na ścianach brak nacieków, dno kamieniste z dużą ilością liści i śmieci (głównie butelek szklanych). Jest suche, w całości oświetlone rozproszonym światłem słonecznym i występuje w nim silny przewiew powietrza. Klimat schroniska jest uzależniony od środowiska zewnętrznego.
Schronisko powstało w wapieniach z jury późnej. Zdaniem Adama Poloniusa układ i położenie Schroniska Lewego, Prawego i Środkowego w tej samej skalnej ostrodze wskazuje, że jest to jeden obiekt, który przez zawalisko został podzielony na trzy części.

## Historia poznania i dokumentacji
Miejscowej ludności schronisko znane jest od dawna. Świadczą o tym śmieci na jego dnie. W literaturze nie było wymieniane. Po raz pierwszy jego plan i opis sporządził A. Polonius w 2014 r.  Pomiary wykonali w lipcu 2014 roku M. Kozioł i A. Polonius.

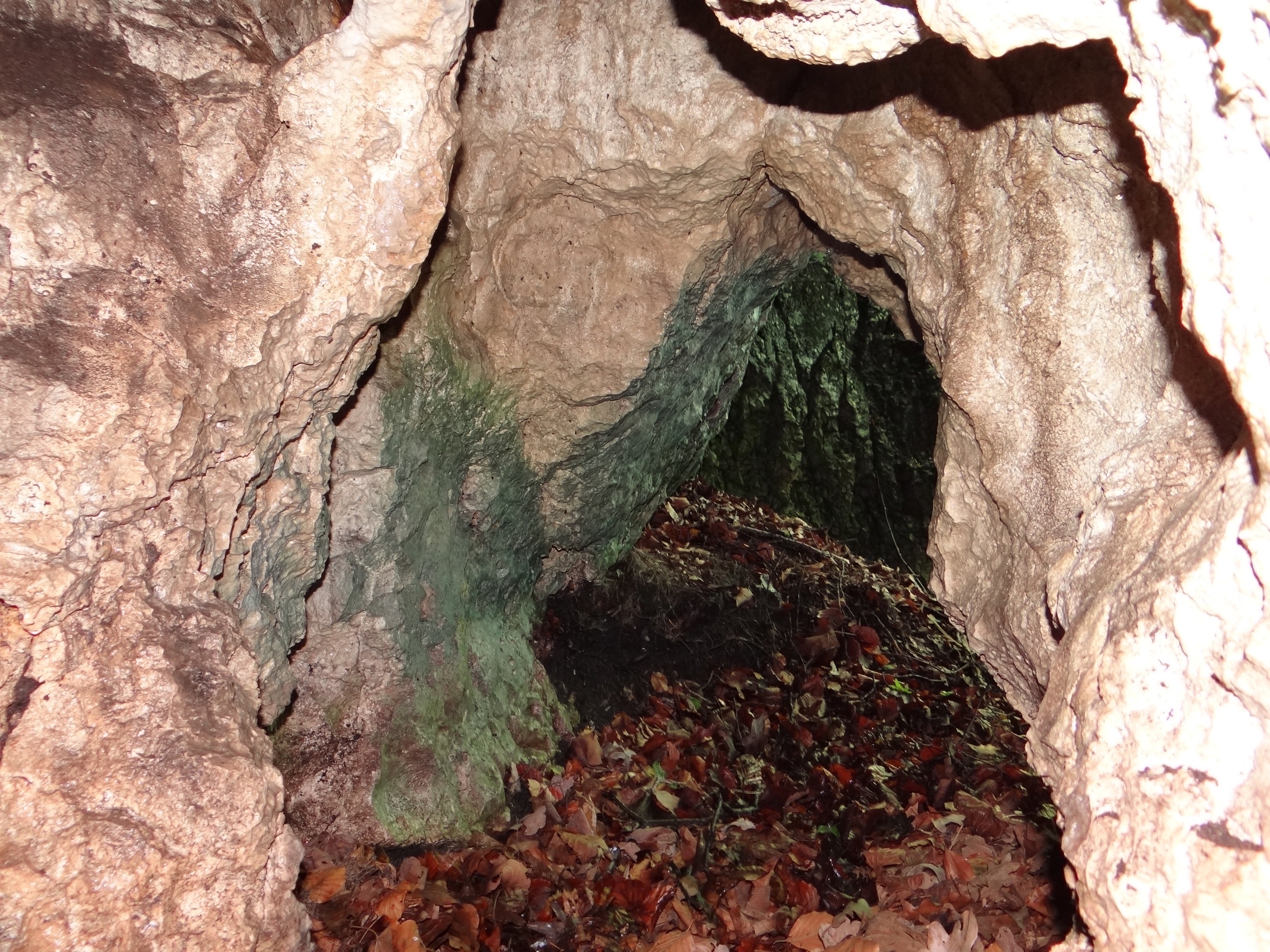
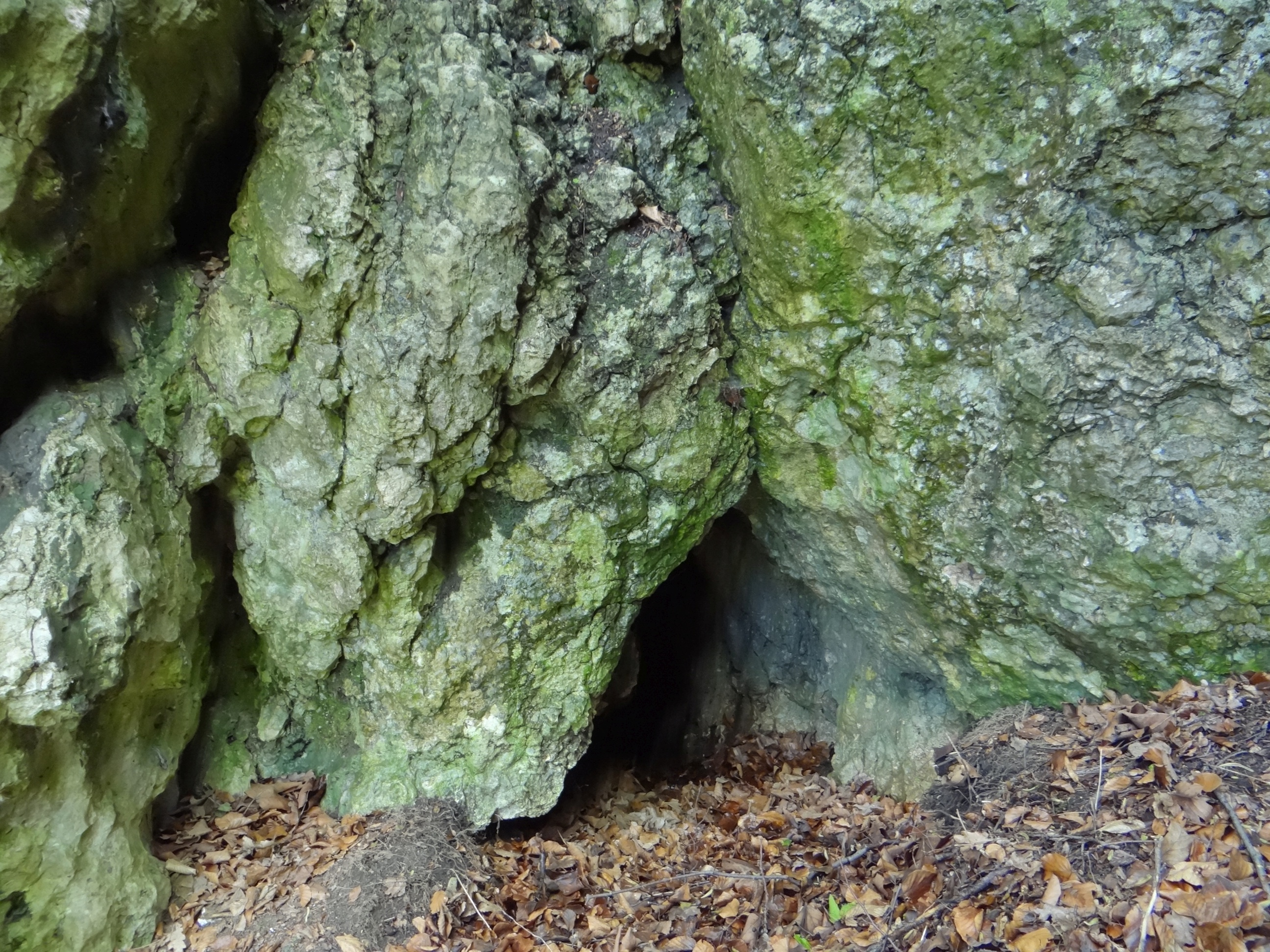
Otwór schroniska